# La Higuerita, Guerrero
La Higuerita är en ort i Mexiko.   Den ligger i kommunen Coahuayutla de José María Izazaga och delstaten Guerrero, i den södra delen av landet, 290 km väster om huvudstaden Mexico City. La Higuerita ligger 479 meter över havet och antalet invånare är 157.
Terrängen runt La Higuerita är kuperad. Runt La Higuerita är det mycket glesbefolkat, med 6 invånare per kvadratkilometer. Närmaste större samhälle är Coahuayutla de Guerrero, 7,8 km sydväst om La Higuerita. I omgivningarna runt La Higuerita växer huvudsakligen savannskog.